# 基烏魯韋西

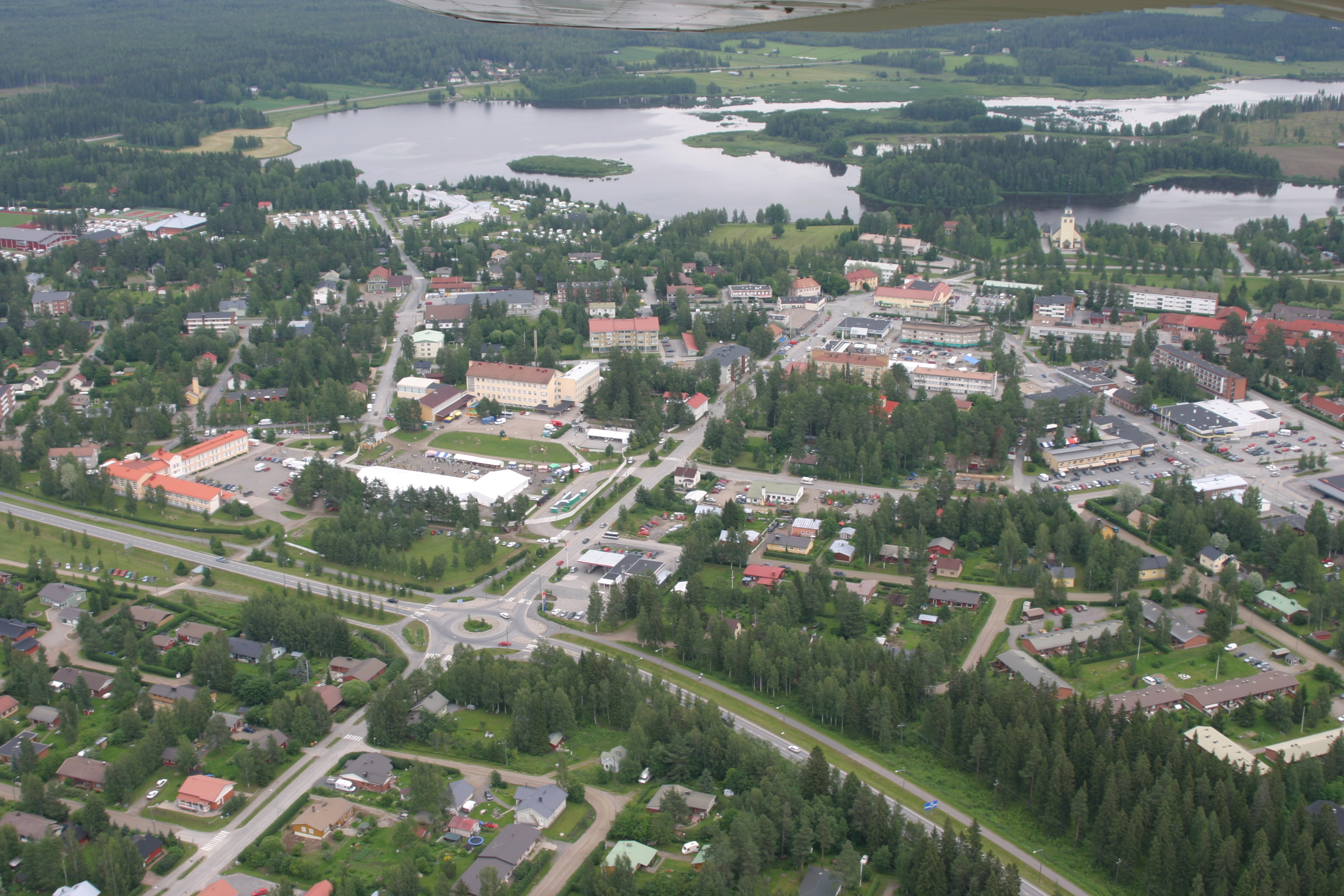

基烏魯韋西是芬蘭的城鎮，位於該國中部，距離庫奧皮奧120公里，由北薩沃尼亞區負責管轄，面積1,422.90平方公里，2012年人口9,052，其中約99%居民的母語是芬蘭語。

## 外部連結
- Town of Kiuruvesi （页面存档备份，存于） – Official website